# Mills
Mills je priimek več oseb:
- Billy Mills, ameriški atlet
- Charles Wright Mills, ameriški sociolog
- Leonard Myles-Mills, ganski atlet
- Mike Mills (režiser), ameriški filmski režiser
- Noel Mills, novozelandski veslač
- Novlene Williams-Mills, jamajška atletinja
- Percy Strickland Mills, britanski general
- Robert Laurence Mills, ameriški fizik
- Stephen Douglas Mills, britanski general